# March, Cambridgeshire
March este un oraș în comitatul Cambridgeshire, regiunea East, Anglia. Orașul se află în districtul Fenland a cărui reședință este.